# AMBU-team

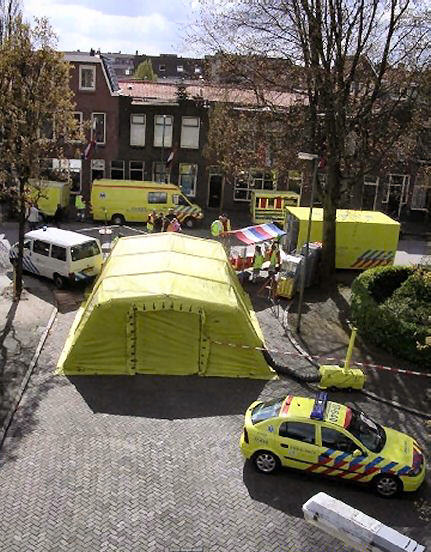
Opstelling van een Geneeskundige Combinatie tijdens een demonstratie

Een AMBU-team (afkorting van Ambulance-team) was een groep van twee ambulanceverpleegkundigen en twee ambulancechauffeurs die werden ingezet als onderdeel van een Geneeskundige Combinatie (GNK) wanneer de reguliere (spoedeisende) medische hulpverlening bij een groot ongeval of een ramp niet toereikend was. Een AMBU-team werkte onder de verantwoordelijkheid van de Geneeskundige Hulpverlening bij Ongevallen en Rampen (GHOR).
Per 1 januari 2016 is het GNK-model komen te vervallen. Vanaf die datum geldt het GGB-model (Grootschalige Geneeskundige Bijstand).

## Taken
De voornaamste taak van de leden van een AMBU-team is het medisch behandelen van de slachtoffers die geholpen worden door een Geneeskundige Combinatie. Ze werden hierbij logistiek ondersteund door een Snel Inzetbare Groep ter Medische Assistentie (SIGMA-team) welke het Mobiel Medisch Team (MMT) assisteerde waar nodig.  
Het doel van de Geneeskundige Combinatie is het redden van levens in een rampgebied door slachtoffers zo veel mogelijk stabiel te maken voordat ze per ambulance vervoerd kunnen worden naar een traumacentrum of de Spoedeisende Eerste Hulp (SEH) van een gewoon ziekenhuis.
De leden zullen in eerste instantie door middel van een snelle triage bepalen welk slachtoffer als eerste (medische) hulp nodig heeft. Aan de hand van de indeling in triageklassen worden de slachtoffers vervolgens gestabiliseerd voor vervoer.

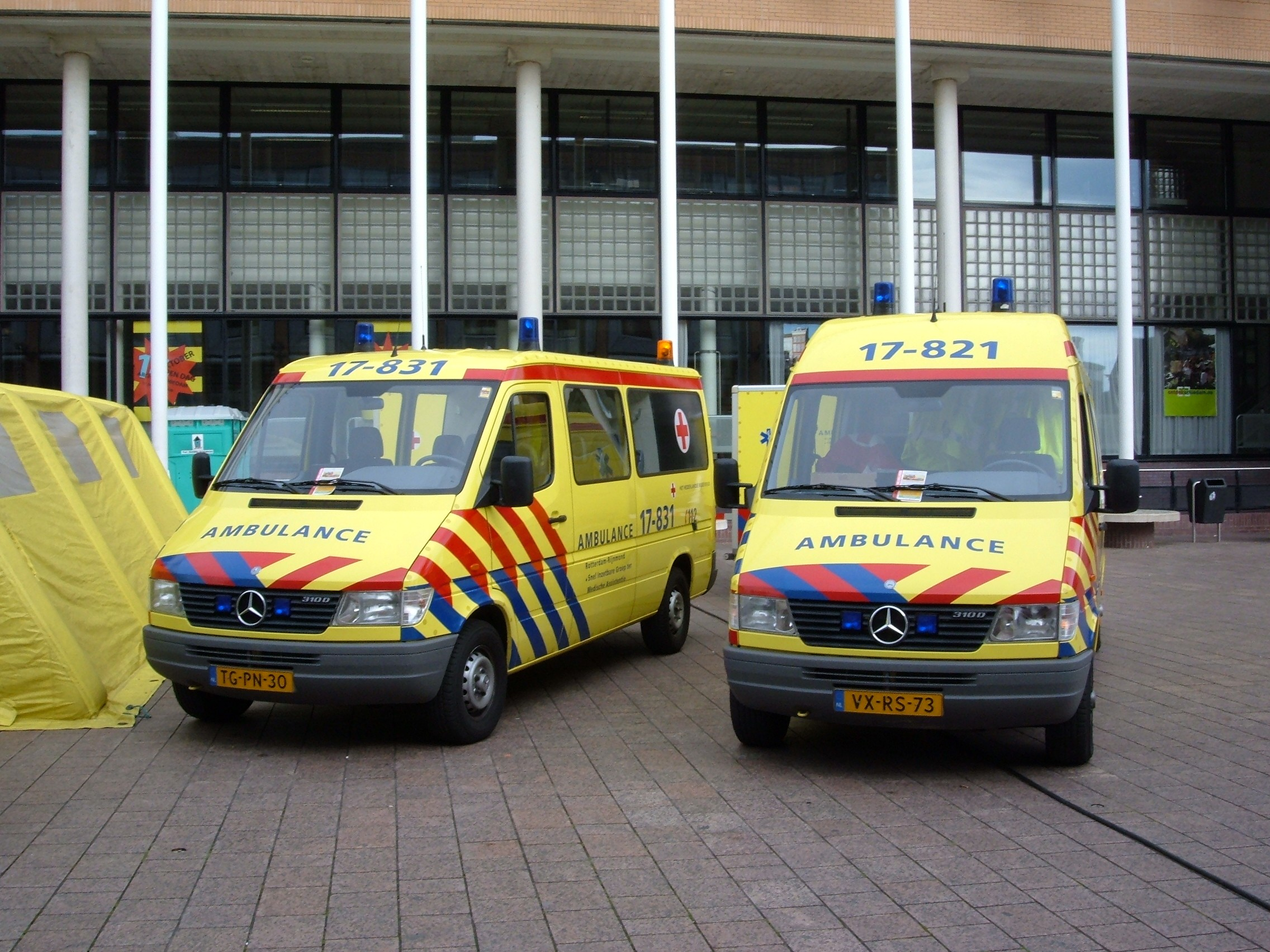
Voertuigen van de Geneeskundige Combinatie

## Uitrusting
De persoonlijke uitrusting van een AMBU-team bestaat naast een uniform uit een hesje met daarin onder andere een bloeddrukmeter, stethoscoop, pulse-oxymeter om de fysieke toestand van slachtoffers te kunnen beoordelen.
Voor het stabiliseren van slachtoffers maken de leden daarnaast gebruik van de middelen in een Advanced Life Support-koffer (ALS-koffer). Het werk wordt waar mogelijk verricht in een gewondennest, vaak in de vorm van een tent die verzorgd wordt door het SIGMA-team. Om het team naar het ongevals- of rampgebied te brengen heeft men de beschikking over een Mercedes-Benz-bestelwagen met aanhanger. Hierin wordt ook een grote voorraad (schep-)brancards, ALS-koffers en andere hulpmiddelen vervoerd.

## Inzet
AMBU-teams worden ingezet wanneer er door een ongeval of ramp een groot aantal slachtoffers valt dat medische hulpverlening nodig heeft. In principe besluit de Officier van Dienst Geneeskundig over de daadwerkelijke inzet van een Geneeskundige Combinatie (Gnk-C). Als het besluit is genomen dat een Combinatie ingezet zal worden, worden de leden opgeroepen door middel van een P2000 semafoon. De beschikbare leden komen hierop naar een opkomstplaats waar men samen met een SIGMA-team vertrekt richting de ongevalslocatie.
Onderdelen van een Geneeskundige Combinatie kunnen ook zelfstandig worden ingezet; de Mobiel Medisch Teams worden bijvoorbeeld dagelijks ingezet bij grotere ongevallen. Ook een SIGMA-team kan ingezet worden zonder dat de andere onderdelen aanwezig zijn. Een AMBU-team kan echter niet zonder een SIGMA-team worden ingezet. Naast dat het team gebruikmaakt van de middelen van het SIGMA-team is er een veel eenvoudigere manier om de leden van een AMBU-team op een ongevalslocatie beschikbaar te krijgen: het ter plaatse laten gaan van twee ambulances.
Een voorbeeld van een werkelijke inzet van een AMBU-team was tijdens de extreem warme Marathon van Rotterdam op 15 april 2007.

## Opleiding
De mensen van het AMBU-team volgen een aanvullende opleiding in medische hulpverlening bij rampen. Daarnaast woont men regelmatig herhalingslessen bij.